# National Football League 1939
La stagione NFL 1939 fu la 20ª stagione sportiva della National Football League, la massima lega professionistica statunitense di football americano. La stagione iniziò il 10 settembre 1939 e si concluse con la finale del campionato che si disputò il 10 dicembre allo State Fair Park di West Allis, un sobborgo di Milwaukee, e che vide la vittoria dei Green Bay Packers sui New York Giants per 27 a 0.
Prima dell'inizio della stagione il presidente della lega Joseph Carr morì e Carl Storck venne nominato come suo successore. La stagione fu caratterizzata dalla prima trasmissione sperimentale televisiva di una partita della NFL, il 1º ottobre 1939 la NBC trasmise infatti Brooklyn Dodgers-Philadelphia Eagles che fu visibile nella zona di New York e Albany e che terminò col risultato di 0 a 0.

## Modifiche alle regole
- Venne deciso che la penalità per ricevitore ineleggibile che tocchi un passaggio in avanti o che si trovi in profondità nel campo avversario sarebbe stata di 15 iarde e la perdita del down.
- Venne deciso che, se un kickoff fosse terminato fuori dal campo dopo essere stato toccato da un giocatore della squadra ricevente, il gioco sarebbe ripreso dal punto in cui la palla era stata toccata.
- Venne deciso che la penalità per un secondo passaggio in avanti durante la stessa azione sarebbe passata da 5 iarde e la perdita del down a solo 5 iarde.

## Stagione regolare
La stagione regolare si svolse in 11 giornate, iniziò il 10 settembre e terminò il 3 dicembre 1939.

### Risultati della stagione regolare
- V = Vittorie, S = Sconfitte, P = Pareggi, PCT = Percentuale di vittorie, PF = Punti Fatti, PS = Punti Subiti
- Nota: nelle stagioni precedenti al 1972 i pareggi non venivano conteggiati nel calcolo della percentuale di vittorie.

| Eastern Division    |   |   |   |     |     |     |
| Squadra             | V | S | P | PCT | PF  | PS  |
| New York Giants     | 9 | 1 | 1 | 900 | 168 | 85  |
| Washington Redskins | 8 | 2 | 1 | 800 | 242 | 94  |
| Brooklyn Dodgers    | 4 | 6 | 1 | 400 | 108 | 219 |
| Philadelphia Eagles | 1 | 9 | 1 | 100 | 105 | 200 |
| Pittsburgh Pirates  | 1 | 9 | 1 | 100 | 114 | 216 |

| Western Division  |   |    |   |     |     |     |
| Squadra           | V | S  | P | PCT | PF  | PS  |
| Green Bay Packers | 9 | 2  | 0 | 818 | 233 | 153 |
| Chicago Bears     | 8 | 3  | 0 | 727 | 298 | 157 |
| Detroit Lions     | 6 | 5  | 0 | 545 | 145 | 150 |
| Cleveland Rams    | 5 | 5  | 1 | 500 | 195 | 164 |
| Chicago Cardinals | 1 | 10 | 0 | 91  | 84  | 254 |

## La finale
La finale del campionato si disputò il 10 dicembre allo State Fair Park di West Allis, un sobborgo di Milwaukee, e vide la vittoria dei Green Bay Packers sui New York Giants per 27 a 0.

## Vincitore
| Vincitori del campionato NFL 1939 Green Bay Packers 5º titolo |